# Ed Snider
Edward M. "Ed" Snider, född 6 januari 1933 i Washington, D.C., död 11 april 2016 i Montecito, Kalifornien, var en amerikansk företagsledare som var minoritetsägare och styrelseordförande för det Philadelphia-baserade kommanditbolaget Comcast Spectacor, som han ägde 37% av. Han är också grundaren till ishockeyorganisationen Philadelphia Flyers, som anslöt sig 1967 till den nordamerikanska ishockeyligan National Hockey League (NHL). Snider ägde Flyers direkt eller indirekt via olika bolag som Spectacor och Comcast Spectacor.
Han avlade en kandidatexamen vid University of Maryland.
1980 fick Snider motta Lester Patrick Trophy för sina insatser inom den amerikanska ishockeyn och 1988 blev han också invald till Hockey Hall of Fame.
2012 värderades Sniders förmögenhet till $2,5 miljarder.